# Lescure-d'Albigeois
Lescure-d'Albigeois è un comune francese di 4 214 abitanti situato nel dipartimento del Tarn nella regione dell'Occitania.

## Società

### Evoluzione demografica
Abitanti censiti